# Macrhybopsis storeriana
Macrhybopsis storeriana är en fiskart som först beskrevs av Kirtland, 1845.  Macrhybopsis storeriana ingår i släktet Macrhybopsis och familjen karpfiskar. Inga underarter finns listade i Catalogue of Life.